# For Girls Who Grow Plump in the Night
For Girls Who Grow Plump in the Night (с англ. — «Для девушек, которые становятся полнее за ночь») — пятый студийный альбом группы кентерберийской сцены Caravan, выпущенный в 1973 году на лейбле Deram Records.
Перед началом записи альбома группу покинули Ричард Синклер и Стив Миллер. Их заменили Джон Перри и Дейв Синклер, к группе присоединился также Джефф Ричардсон.

## Характеристика
Фирменный психоделический джаз-рок группы под влиянием Пая Хастингса приобрел на альбоме некоторые черты поп-музыки.
Беременная девушка на развороте обложки альбома первоначально была изображена обнаженной, но вскоре после выпуска альбома издатель настоял на том, чтобы она была в ночной рубашке.

## Список композиций
Все песни написал Пай Хастингс, кроме указанного в скобках
Сторона один
1. «Memory Lain, Hugh» / «Headloss» — 9:19
2. «Hoedown» — 3:20
3. «Surprise, Surprise» — 4:07
4. «C’thlu Thlu» — 6:15

Сторона два
1. «The Dog, the Dog, He’s at It Again» — 5:58
2. «Be All Right» / «Chance of a Lifetime» — 6:37
3. «L' Auberge du Sanglier» / «A Hunting We Shall Go» / «Pengola» (Джон Перри) / «Backwards» (Майк Рэтлидж) / «A Hunting We Shall Go (reprise)»  — 10:07

### Следующие бонус-треки были добавлены к переизданию альбома на CD в 2001 году
1. «Memory Lain, Hugh» / «Headloss» — 9:18
2. «No! (Be Alright)» / «Waffle (Chance of a Lifetime)» — 5:09
3. «He Who Smelt It Dealt It (Memory Lain, Hugh)» — 4:42
4. «Surprise, Surprise» — 4:42
5. «Derek’s Long Thing» (Дерек Остин) — 10:57

## Музыканты
- Пай Хастингс — вокал, гитара
- Джефф Ричардсон — альт
- Дейв Синклер — орган, фортепиано, электрическое фортепиано, синтезатор Davoli, синтезатор A.R.P. на (2)
- Джон Перри — бас-гитара, вокал, перкуссия
- Ричард Кулан — барабаны, перкуссия, литавры

### Дополнительные музыканты
- Руперт Хайн — синтезатор A.R.P. (1, 2 и 6)
- Франк Рикотти — конги (2, 3, 5, 7)
- Джимми Хастингс — флейта (1)
- Пол Бакмастер — электровиолончель (7)
- Тони Коу — кларнет, тенор-саксофон (1)
- Пит Кинг — флейта, альт-саксофон (1)
- Харри Клайн — кларнет, баритон-саксофон (1)
- Генри Лоутер — труба (1)
- Джил Прайор — голос (5)
- Крис Пайн — тромбон (1)
- Барри Робинсон — флейта-пикколо (1)
- Том Уиттл — кларнет, тенор-саксофон (1)

Партия оркестра аранжирована Джоном Беллом и Мартином Фордом, дирижёр — Мартин Форд